# Mitsuo Tsukahara
Mitsuo Tsukahara, em japonês 塚原 光男 Tsukahara Mitsuo, (Tóquio, 22 de dezembro 1947) foi um ginasta que competiu em provas de ginástica artística pelo Japão.
Tsukahara é tri-campeão olímpico e mundial por equipe e bicampeão da barra fixa em Jogos Olímpicos. Ao todo, o ex-ginasta foi por nove vezes medalhista olímpico e por cinco vezes medalhista em Mundiais, sendo quatro delas de ouro.

## Carreira
Durante uma década, na qual Tsukahara “voava” nos ginásios, a equipe japonesa era uma das que detinham os mais precisos ginastas. A equipe japonesa ganhou cinco medalhas de ouro entre 1960 e 1976, durante o predomínio soviético no esporte. Em sua última participação olímpica, aos 29 anos, o ginasta japonês conquistou cinco medalhas. Já em seu último Campeonato Mundial de Ginástica Artística, de edição realizada em Strasbourg, Mitsuo conquistou uma medalha de ouro - por equipes - aos 31 anos de idade, em 1978, mesmo ano em que decidiu aposentar-se.
Apesar de fazer parte da bem sucedida equipe nas competições entre 1960 e 1976, Mitsuo não é apenas reconhecido por suas medalhas e por ser um dos ginastas mais expressivos do Japão. Sua celebração se deve à contribuição do até então ginasta para o desporto: O movimento que contestou o conceito do corpo em um voo completo - o salto Tsukahara. A primeira vez que tal movimento fora mostrado, foi em 1970, no Mundial de Ljubljana, durante as provas que definiriam os campeões por equipes. Tsukahara executou um salto mortal duplo com um parafuso completo no primeiro salto. Resultado: medalha de ouro para os japoneses. Dois anos mais tarde, um novo movimento fora executado por ele pela primeira vez na ginástica. Dessa vez, na barra fixa: O salto lua.
Hoje, sua técnica de salto é amplamente praticada não só nas provas do referido aparelho, como nas rotinas de solo de ginastas medalhistas olímpicos e campeões mundiais, como Shawn Johnson, Sandra Izbasa, Alicia Sacramone e Gervasio Deferr. 
Alguns anos após se aposentar, Mitsuo passou a preparar a equipe feminina japonesa de ginástica. Quando seu filho, Naoya Tsukahara, decidiu tornar-se um ginasta, Mitsuo optou por não treiná-lo e contratou um técnico chinês, Jie Wu, para iniciá-lo. Em 1994, meses antes das Olimpíadas, Nikolai Andrianov – “rival” do atleta japonês - foi o escolhido para intensificar os treinamentos do jovem Nayoa. Seguindo o exemplo de seu pai enquanto ginasta, foi o medalhista no individual geral na edição de Atenas das Olimpíadas, em 2004.

## Principais resultados
| Ano  | Evento                                    | AA                | Equipe          | Solo            | Cavalo com alças | Argolas           | Salto sobre o cavalo | Barras paralelas  | Barra fixa        |
| ---- | ----------------------------------------- | ----------------- | --------------- | --------------- | ---------------- | ----------------- | -------------------- | ----------------- | ----------------- |
| 1968 | Jogos Olímpicos                           | 18º               | Medalha de ouro |                 |                  |                   |                      |                   |                   |
| 1970 | Jogos Olímpicos                           | Medalha de prata  | Medalha de ouro |                 |                  | Medalha de prata  | Medalha de ouro      |                   |                   |
| 1970 | Copa Chunichi                             | 5º                |                 |                 |                  |                   |                      |                   |                   |
| 1971 | Copa Chunichi                             | Medalha de bronze |                 |                 |                  |                   |                      |                   |                   |
| 1972 | Copa Chunichi                             | Medalha de bronze |                 |                 |                  |                   |                      |                   |                   |
| 1972 | Jogos Olímpicos                           |                   | Medalha de ouro |                 |                  | Medalha de bronze |                      |                   | Medalha de ouro   |
| 1974 | Moscow News International                 | Medalha de bronze |                 |                 |                  | Medalha de bronze |                      |                   | Medalha de bronze |
| 1974 | Campeonato Mundial de Ginástica Artística | 5º                | Medalha de ouro |                 |                  |                   |                      |                   |                   |
| 1975 | Copa Chunichi                             | 7º                |                 |                 |                  |                   |                      |                   |                   |
| 1975 | Pré-Olímpico                              | Medalha de ouro   |                 | Medalha de ouro |                  | Medalha de ouro   |                      | Medalha de ouro   | Medalha de ouro   |
| 1975 | Copa do Mundo                             |                   |                 |                 |                  | Medalha de ouro   |                      | Medalha de prata  | Medalha de ouro   |
| 1976 | Jogos Olímpicos                           | Medalha de bronze | Medalha de ouro |                 |                  |                   | Medalha de prata     | Medalha de bronze | Medalha de ouro   |
| 1976 | Copa de Tóquio                            |                   |                 |                 |                  | Medalha de ouro   | Medalha de prata     |                   |                   |
| 1977 | Copa do Mundo                             | Medalha de ouro   |                 |                 |                  |                   |                      |                   |                   |
| 1978 | Copa do Mundo                             | 5º                |                 |                 |                  |                   |                      |                   |                   |
| 1978 | Jogos Olímpicos                           |                   | Medalha de ouro |                 |                  |                   |                      |                   |                   |